# El vagón de tercera clase
El pintor francés Honoré Daumier realizó al menos tres pinturas al óleo tituladas El vagón de tercera clase (en francés: "Le vagon de troisième classe"). De manera realista, Daumier describe cómo afectó la industrialización a los estratos más bajos de la sociedad, intenta mostrar la pobreza y resignación de los viajeros de clase trabajadora en un vagón de ferrocarril de tercera clase. El primero es un óleo sobre tela de c. 1862–1864 pero sin terminar, en la colección del Museo Metropolitano de Arte de Nueva York, el segundo similar pero terminado en la Galería Nacional de Canadá data de c. 1863-1865. Una tercera versión, en óleo pero sobre tabla, datado a c. 1856-1858, con una disposición diferente de las tres figuras principales, se guarda en el Museo de Bellas Artes de San Francisco.

## De fondo
Entre las décadas de 1840 y 1860, el pintor experimenta y en su obra predomina la vida de la clase obrera de la sociedad. No solo pinta viajes en transporte, también representará a mujeres lavando la ropa o a hombres bañando caballos.
Daumier había dibujado y pintado imágenes de viajes en tren desde la década de 1839, centrándose más en las personas que viajaban y las condiciones en las que viajaban que en el vehículo de transporte. 
Era el momento del auge del transporte ferroviario en Francia y las compañías separaban a los pasajeros en tres clases acorde a su nivel adquisitivo. Las clases eran sucesivamente menos cómodas para los pasajeros.
Su serie de litografías, Les Chemins de Fer ("El ferrocarril") fue publicada en la revista francesa Le Charivari de 1843 a 1858. Estas litografías fueron reproducciones de pequeños dibujos caricaturescos que hizo con crayón negro.  La revista incluía los grabados publicados en diciembre de 1856 con los títulos "Voyageurs appréciant de moins en moins les vagones de troisième classe, pendant l'hiver" ("Viajeros que aprecian cada vez menos viajar en tercera clase en invierno") e "Intérieur d'un vagón de troisième classe pendant l'hiver" ("Interior de un vagón de tercera clase en invierno"), siendo estas consideradas las precedentes de las tres reproducciones mencionadas.
Las pinturas se relacionan con las tres acuarelas a tinta y carboncillo, ahora en el Museo Walters en Baltimore - una para cada uno de los vagones de primera, segunda y tercera clase - encargadas en 1864 por George A. Lucas para William Thompson Walters, un burgués que se enriqueció con el auge del ferrocarril. Tres dibujos del mismo tema también han sobrevivido, quizás calcos, incluyendo uno en la Biblioteca Nacional de Francia. Parece que se trabajaron dos de las pinturas al óleo al mismo tiempo, pero la secuencia de las pinturas no está clara y la de Nueva York quedó inacabada.  
Daumier era más conocido como ilustrador, y sus pinturas permanecieron desconocidas hasta una exposición realizada por Paul Durand-Ruel en París en 1878, un año antes de la muerte del artista.

## Descripción
El vagón de tercera clase, como muchas otras de sus obras, evidencia el interés de Daumier por las clases más humildes. Durante el siglo XIX y primeros años del XX, los vagones de tercera clase eran compartimentos austeros, sin la menor comodidad, con bancos de madera duros, donde viajaban hacinados los que no podían pagar billetes de primera o segunda clase. Los personajes siempre aparecen desanimados y cansados y en su actitud predomina el estoicismo.
Las versiones de Nueva York y Ottawa son ambas óleos sobre tela similares, y miden 65,4 cm x 90,2 cm. La representación de una clase social humilde y poco tomada en cuenta por el estado muestra un dramatismo que anticipa el futuro expresionismo de Munch, Ensor, Kirchner y Egon Schiele. Las figuras aparecen hacinadas en los duros asientos, pobres y resignadas, trasluciendo cansancio pero también fortaleza. En el banco de madera frente al espectador está sentada, a la izquierda, una mujer amamantando a su bebé, seguida del verdadero centro compositivo y visual de la obra, una anciana con una capa con capucha, con sus manos huesudas sujetando el asa de una cesta sobre su regazo, cuya expresión cansada es el principal signo de su pobreza material; incluso el niño dormido por el traqueteo a la derecha, parece ya agotado por un trabajo duro. Es probable que las figuras representen campesinos y que quisiera representarlos así por influencia de  Jean-François Millet, no se busca gracia y armonía, si no subrayar la pobreza y resignación de las personas que viajan en el compartimento abarrotado. Acentúa las formas poco elegantes, lejos del estilo refinado e idealizado que se enseñaba en las academias de arte. Su firma en la caja de madera representa la humildad e interés de Daumier por la amplia clase social más desfavorecida.

### Versiones
La versión en Ottawa de c. 1863–1865 está completa, firmada en el equipaje a la derecha abajo, y fechada. Era propiedad del comerciante de arte Hector Brame cuando fue exhibida en la exposición de Durand-Ruel de 1878.
Fue adquirida por la Galería Nacional de Canadá en 1946 de Gordon Cameron Edwards. Hay algunas pequeñas diferencias respecto a la inacabada de Nueva York: la posición del hombre con el sombrero de copa contra la ventana a la izquierda, cuyo perfil frontal no recorta en la ventana, sino en la pared de la cabina; y el niño dormido a la derecha, cuya cabeza no se eleva sobre el respaldo de su asiento como en la obra de Nueva York; la mujer central con capucha parece más mayor en la versión de Ottawa, mientras que el hombre con pañuelo azul parece más joven. Los detalles de las personas al fondo también difieren levemente.  
La tercera versión fue comprada por el Museo de Bellas Artes de San Francisco en 1996, utilizando fondos de varios legados.  
A diferencia de las versiones de Nueva York y Ottawa, la versión de San Francisco es un óleo sobre tabla, y un poco más pequeña, midiendo 26 x 33,9 cm. Se cree que es de fecha posterior, pero el Museo de Bellas Artes de San Francisco lo data c. 1856-1858.  
Las tres figuras principales son diferentes a las otras versiones: una anciana con los ojos cerrados y las manos entrelazadas sobre el regazo a la izquierda; un hombre barbudo con traje que sujeta su sombrero en el regazo en el centro; y a la derecha una joven mirando a su pequeño hijo de pie frente a ella.

## Trabajos relacionados

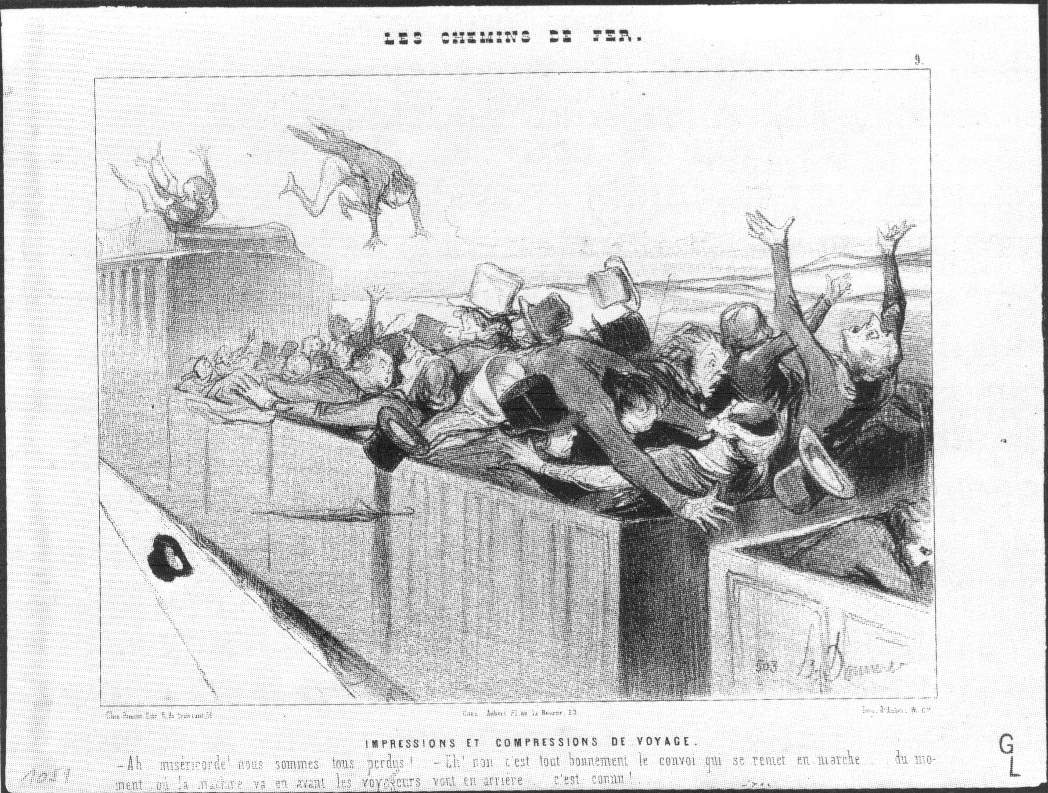
Impresiones y compresiones del viaje, 1853. Litografía.
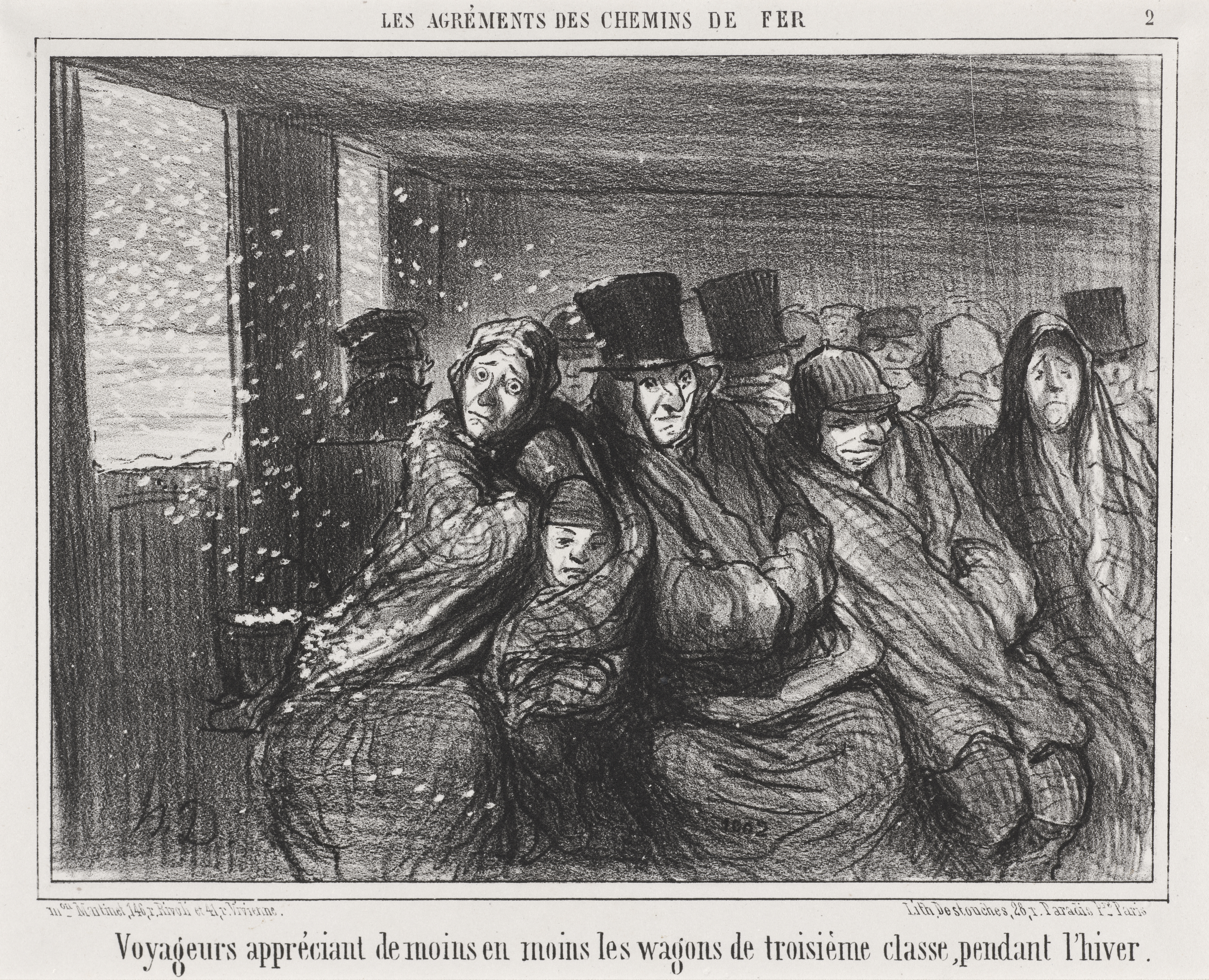
Viajeros que aprecian cada vez menos viajar en tercera clase en invierno, 1856. Litografía.
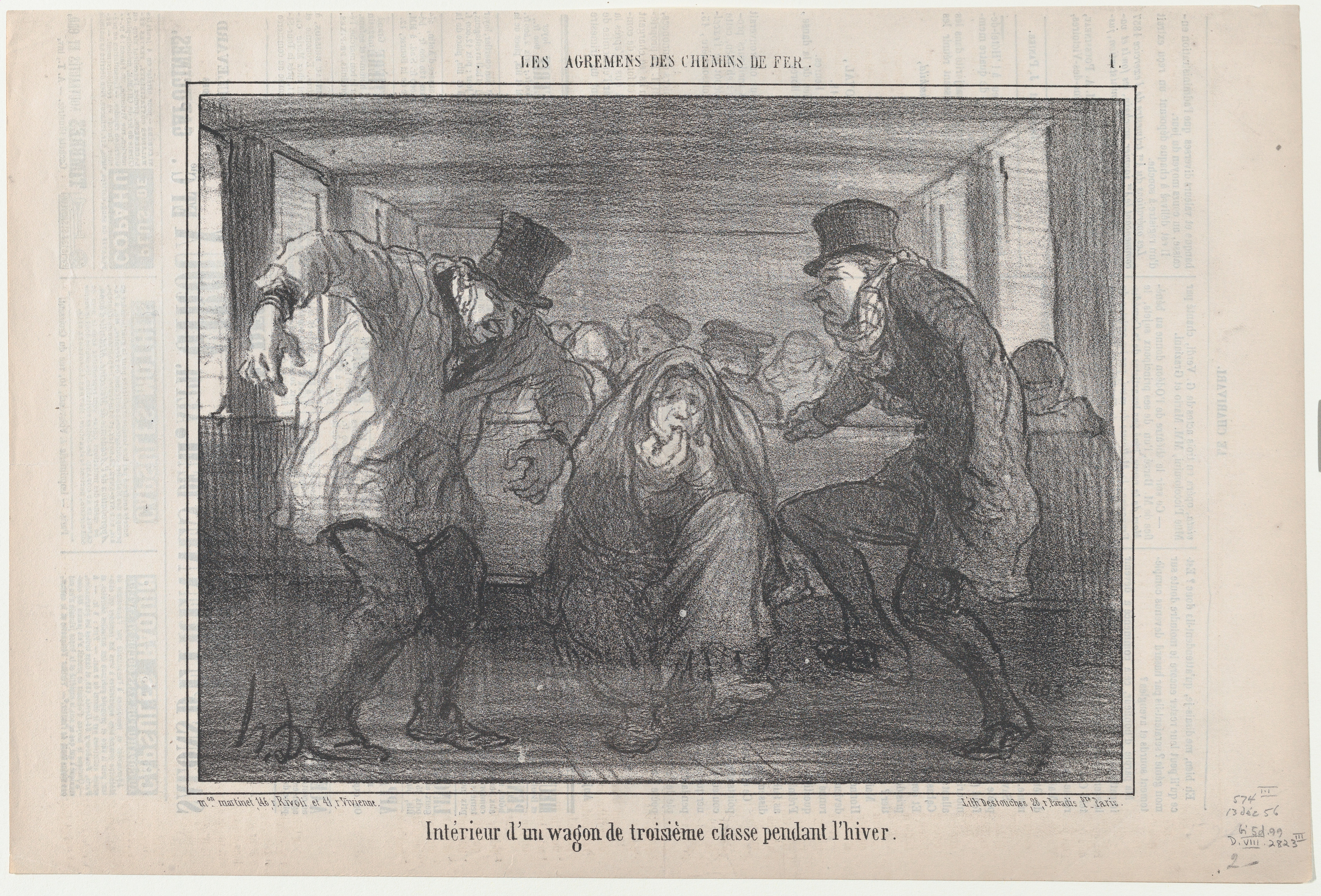
Interior de un vagón de tercera clase en invierno, en Le Charivari, 13 de diciembre de 1856.
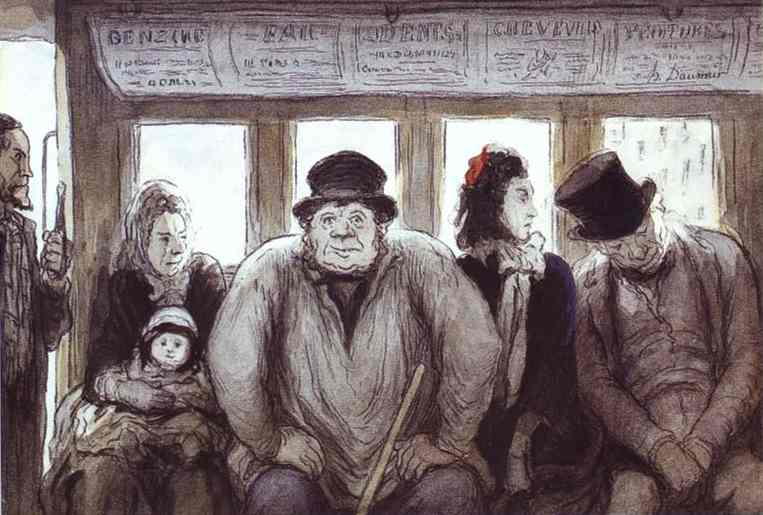
El omnibus, 1864. Lápiz y acuarela. Walters Art Museum, 21,2 cm × 30,2 cm.

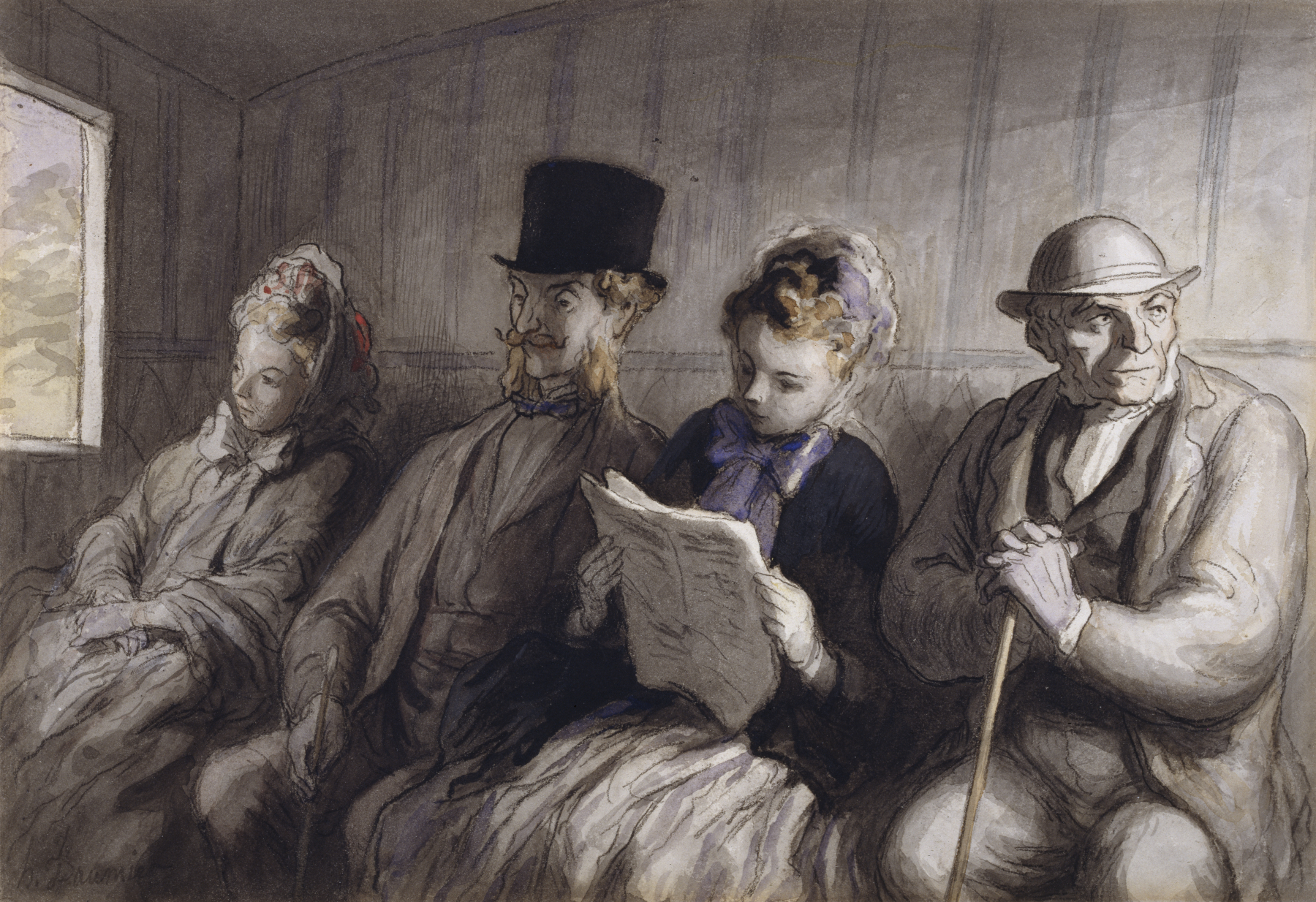
El vagón de primera clase, acuarela. Walters Art Museum, 20, 3 cm × 29.5 cm
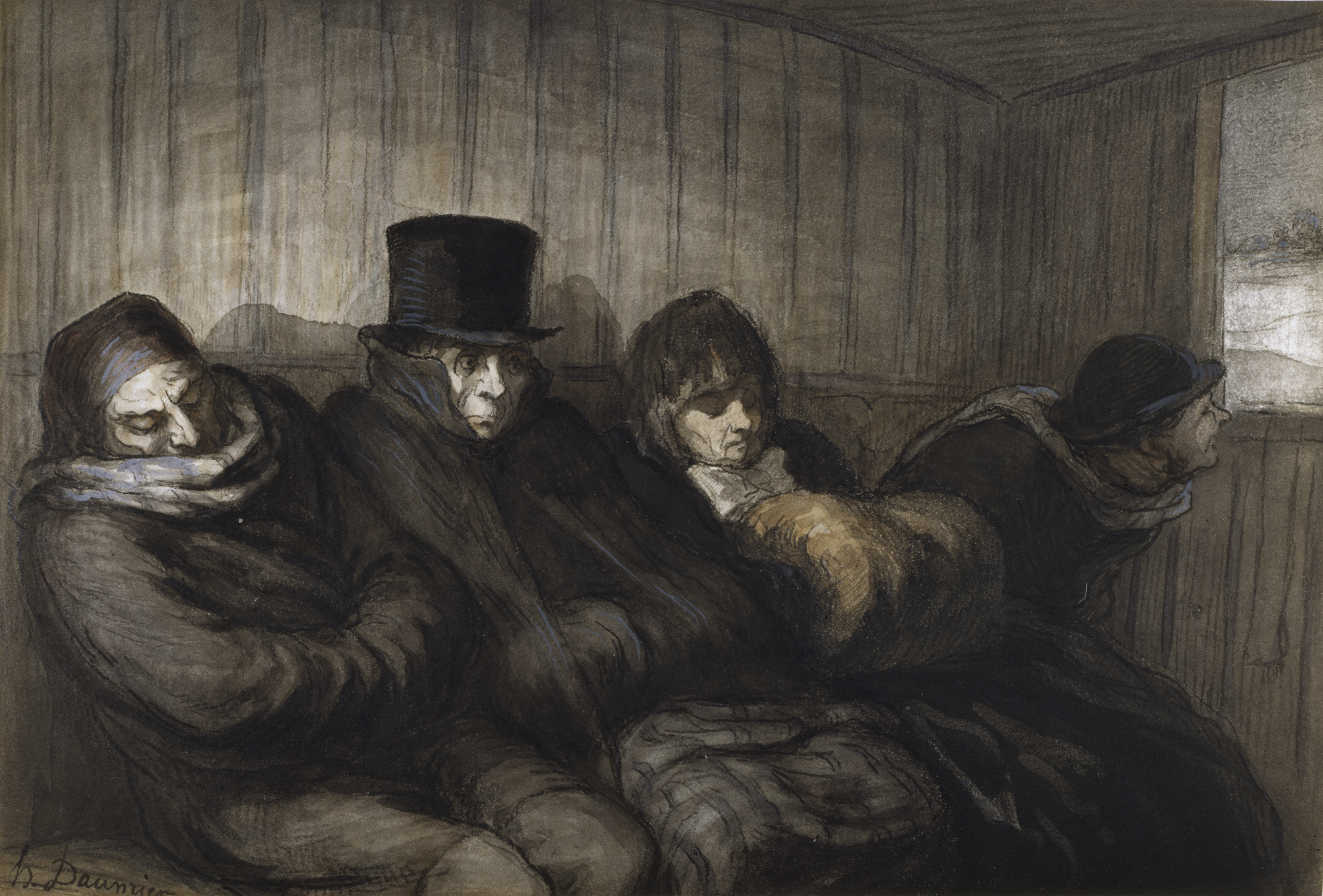
El vagón de segunda clase, acuarela. Walters Art Museum, 20,3 cm x 29,5 cm
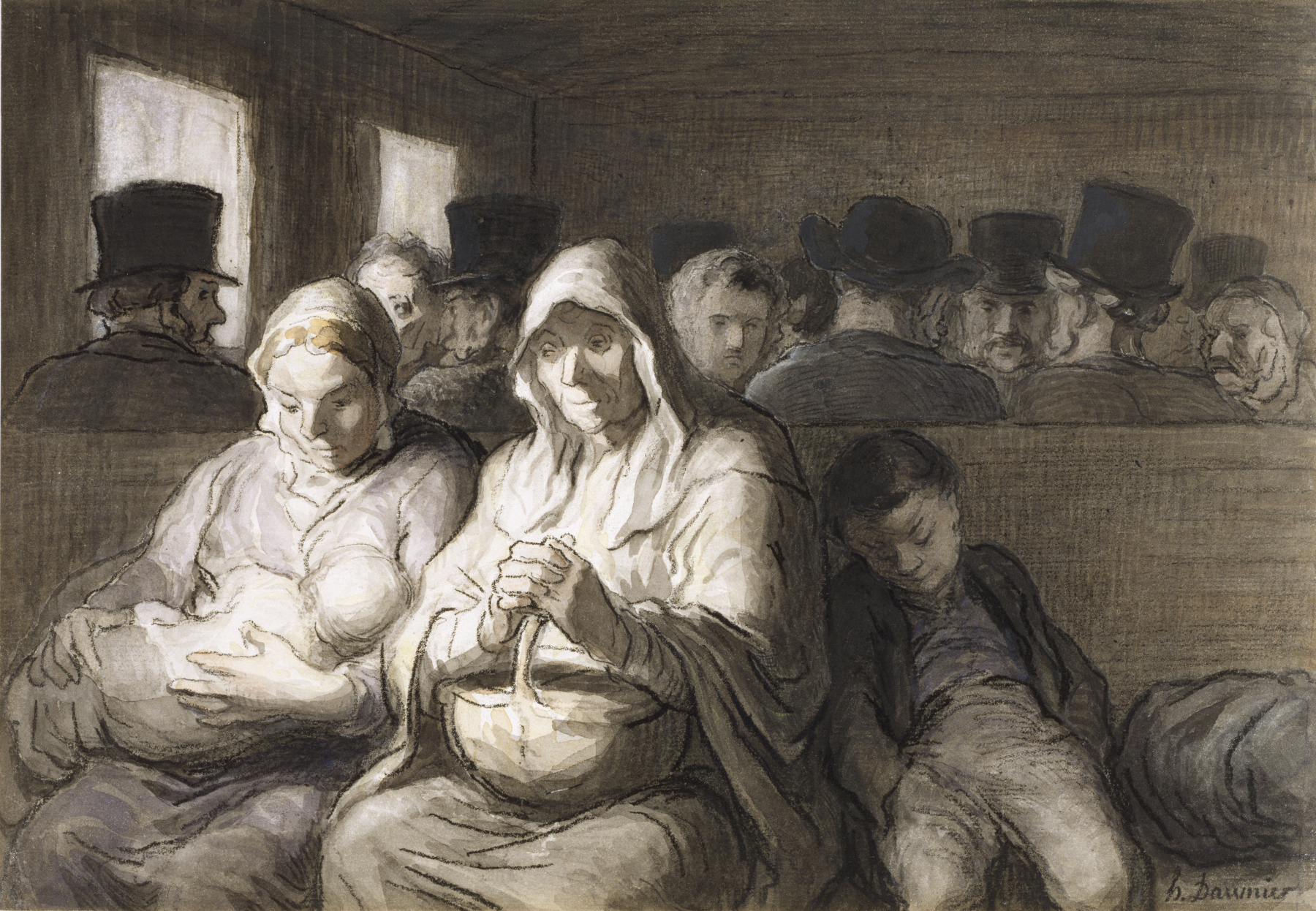
El vagón de tercera clase, acuarela. Walters Art Museum, 20,3 cm x 29,5 cm